# Liste der Biografien/Aux
Liste der Biografien |
Portal Biografien |
Personensuche
# |
A |
B |
C |
D |
E |
F |
G |
H |
I |
J |
K |
L |
M |
N |
O |
P |
Q |
R |
S |
T |
U |
V |
W |
X |
Y |
Z |
?
 
Aa |
Ab |
Ac |
Ad |
Ae |
Af |
Ag |
Ah |
Ai |
Aj |
Ak |
Al |
Am |
An |
Ao |
Ap |
Aq |
Ar |
As |
At |
Au |
Av |
Aw |
Ax |
Ay |
Az
 
Aua |
Aub |
Auc |
Aud |
Aue |
Auf |
Aug |
Auh |
Aui |
Auj |
Auk |
Aul |
Aum |
Aun |
Aup |
Aur |
Aus |
Aut |
Auv |
Auw |
Aux |
Auz
Die Liste der Biografien führt alle Personen auf, die in der deutschsprachigen Wikipedia einen Artikel haben. Dieses ist eine Teilliste mit 7 Einträgen von Personen, deren Namen mit den Buchstaben „Aux“ beginnt.

## Aux
- Aux, Arnaud d’ († 1320), französischer Kardinal

### Auxc
- Auxcousteaux, Artus († 1656), französischer Komponist

### Auxe
- Auxentius von Dorostorum, Bischof von Durostorum in Niedermösien
- Auxentius von Mopsuestia, Bischof von Mopsuestia (um 321) im östlichen Kilikien

### Auxi
- Auxibius, Bischof von Soloi auf der Insel Zypern
- Auxiette, Jacques (1940–2021), französischer Politiker
- Auxiron, Claude François Joseph d’ (1731–1778), französischer Ingenieur, Erfinder und Pionier der Dampfschifffahrt